# Irina Sjevtjenko
Irina Sjevtjenko, född den 2 juli 1975 som Irina Kortija, är en rysk friidrottare som tävlar i häcklöpning. Hon är gift med den före diskuskastaren Dimitrij Sjevtjenko.
Sjevtjenkos främsta merit är bronset på 100 meter häck från EM 1998 i Budapest. Hon var även i VM-final 2005 i Helsingfors där hon slutade på sjunde plats. Hon var dessutom i semifinal vid Olympiska sommarspelen 2004 i Aten men utan att ta sig vidare till finalen.

## Personliga rekord
- 100 meter häck - 12,67 från 2004